# Ljubomir Simović
Ljubomir Simović (ur. 2 grudnia 1935 w Užicach, zm. 17 kwietnia 2025 w Belgradzie) – serbski poeta i dramaturg.

## Życiorys
W Užicach ukończył szkołę podstawową oraz średnią, a następnie studia na Wydziale Filologicznym Uniwersytetu w Belgradzie (Katedra Historii Literatury Jugosłowiańskiej i Języka Serbsko-Chorwackiego). W trakcie studiów był redaktorem naczelnym studenckiego magazynu literackiego „Vidici”. Większość życia zawodowego związał potem z działem kulturalnym Radia Belgrad. 15 grudnia 1988 został wybrany członkiem korespondentem, a 27 października 1994 członkiem zwyczajnym Serbskiej Akademii Nauk i Sztuk. W 2023 był jednym z głównych założycieli inicjatywy Pro Glas, która sprzeciwia się rządom Aleksandra Vučića. Mieszkał w Belgradzie. 

## Dzieła
Tomiki poezji:
- Slovenske elegije (1958),
- Veseli grobovi (1961),
- Poslednja zemlja (1964),
- Šlemovi (1967),
- Uoči trećih petlova (1972),
- Subota (1976),
- Vidik na dve vode (1980),
- Um za morem (1982),
- Deset obraćanja Bogorodici Trojeručici hilandarskoj (1983),
- Istočnice (1983),
- Gornji grad (1990, dwa wydania),
- Igla i konac (1992),
- Ljuska od jajeta (1998)[3].

Jego wiersze publikowano ponadto w zbiorach:
- Izabrane pesme (1980),
- Hleb i sol (1985, 1987),
- Istočnice i druge pesme (1994),
- Učenje u mraku (1995)[3].

Sztuki teatralne:
- Hasanaginica,
- Čudo u Šarganu,
- Putujuće pozorište Šopalović (pol. Wędrowny teatr Šopalovica[5]),
- Boj na Kosovu[3].

Sztuki te były wystawiane na scenach serbskich i poza granicami kraju (w Polsce, Czechach, Słowacji, Francji, Szwajcarii, Kanadzie, Belgii i Maroku). Był twórcą słów do pieśni patriotycznej Himna kosovskih junaka.